# Ниман, Август Вильгельм Отто
Август Вильгельм Отто Ниман (нем. August Wilhelm Otto Niemann; 1839—1919) — немецкий писатель

—беллетрист, редактор и актёр.

## Биография
Август Ниман родился 27 июня 1839 года в саксонском городе Ганновере; старший брат архитектора Георга Нимана.
В составе прусской армии принимал участие в Австро-прусско-итальянской войне 1866 года и Франко-прусской войне 1870—71 гг, а затем совершил ряд больших путешествий. 
В 1870 году в городе Готе он женился на Анне Терезии Арнольди (Anna Theresia Arnoldi; род. 1847); от этого брака у Нимана появилась дочь, Мария Ниманн, которая позже стала художником. 
Из его романов, которые, по словам Ф. Ф. Фидлера, всегда отличались «интересной фабулой», наибольшим успехом у читателей и критиков пользовались: «Eine Emancipierte», «Des rechten Auges Aergerniss», «Bei Hofe», «Der arme Dichter», «Der Günstling des Fürsten», «Maskenspiel des Lebens» и «Der Agitator». 
Помимо этого Ниман написал в 1894 году философскую монографию под заглавием: «Karma und Nirwana».
Август Вильгельм Отто Ниман умер 17 сентября 1919 года в городе Дрездене.
Август Ниман вёл переписку со многими известными личностями своего времени; эти письма теперь представляют немалую историческую ценность.